# Abel Graça
Abel Alencastro Pereira da Graça (Icó, 20 de janeiro de 1840 — Rio de Janeiro, 26 de setembro de 1897) foi um político brasileiro.
Filho de José Pereira da Graça, o Barão de Aracati, e de Maria Adelaide da Graça.
Assim como seu irmão, Heráclito Graça, formou-se em direito em Recife no ano de 1862, posteriormente indo trabalhar no estado do Maranhão como promotor público em Itapecuru-Mirim e São Luís. Foi juiz municipal em Belém, juiz de direito em Santarém (1871), bem como em Goiana (1873), em Pernambuco, e em Santa Maria Madalena (1874), Resende (1875) e Niterói, no Rio de Janeiro. Foi desembargador no Pará, de 1889 a 1890, ano em que se aposentou. Foi deputado provincial no Ceará. Casou-se com a filha do Barão de Mamoré, com descendência.
Foi vice presidente da província do Pará, de 17 de abril a 22 de setembro de 1870 e presidente da província do Pará, de 23 de julho de 1871 a 18 de junho de 1872.
Faleceu no Rio de Janeiro em 26 de setembro de 1897, aos 57 anos.